# Bosc-Guérard-Saint-Adrien
 Bosc-Guérard-Saint-Adrien  es una población y comuna francesa, en la región de Alta Normandía, departamento de Sena Marítimo, en el distrito de Rouen y cantón de Clères.

## Demografía
| 295 | 342 | 373 | 431 | 578 | 776 |
| Para los censos de 1962 a 1999 la población legal corresponde a la población sin duplicidades (Fuente: INSEE [Consultar]) |     |     |     |     |     |